# Бузовский сельский совет (Магдалиновский район)
Бу́зовский се́льский сове́т (укр. Бузівська сільська рада) — входит в состав
Магдалиновского района
Днепропетровской области
Украины.
Административный центр сельского совета находится в 
с. Бузовка.

## Населённые пункты совета
- с. Бузовка
- с. Йосиповка
- с. Колпаковка